# إيكو نيشيكاوا
إيكُو نيشيكاوا (西川幾雄 نيشيكاوا إيكُو) هو مؤدي أصوات يباني ولد في 11 سبتمبر 1940 في محافظة إهيمه.

## أدواره في الأنمي

### مسلسلات أنمي تلفزيونية
- الإنسان المتطور كاشان - تتسيا أزوما/كاشان
- ساموراي 7 - غيساكو
- ساموراي تشامبلو -راهب بوذي
- فيت/زيرو - غلين ماكنزي
- ناروتو شيبودن - فوكاساكو
- بيرسيرك - غودو
- يو يو هاكوشو - أكاشي, كارا
- روميو x جولييت - بالتازار
- روزن ميدن - موتوهارو شيباساكي
- روزن ميدن ترويمند - موتوهارو شيباساكي

### أوفا أنمي
- البدلة المتنقلة جاندام UC - دوايون

## أدواره في الدبلجة اليابانية
- باتمان - كلوك كينغ

## وصلات خارجية
- إيكو نيشيكاوا على موقع IMDb (الإنجليزية)
- إيكو نيشيكاوا على موقع قاعدة بيانات الفيلم (الإنجليزية)
- إيكو نيشيكاوا على موقع كينوبويسك (الروسية)
- إيكو نيشيكاوا على موقع ANN person (الإنجليزية)